# Usama ibn Zayd
Usama u Osama bin Zayd (en árabe: أسامة بن زيد‎:  زيد) fue el hijo de Zayd ibn Harithah, esclavo liberado de Mahoma, quien lo adoptó como hijo. Su madre era otra esclava liberta, Umm Ayman (Barakah).

## Biografía

### Primeros años
Usama bin Zayd nació en el séptimo año antes de la Hégira (615 d. C. en el calendario occidental) según algunos, y en el décimo año antes de la hégira (612 d. C.) según otros. Debido al estado de su padre como hijo adoptado de Mahoma, y que su madre había sido como una segunda madre para el huérfano Mahoma, Usama fue considerado casi como un nieto, y Mahoma le trató de la misma manera que los hijos de su hija Fátima, al-Hasan y al-Husayn. Su madre era la abisinia Umm Ayman, la niñera esclava de Mahoma. Aunque su padre era blanco, bajo y de complexión media, Usama solo se pareció a su madre y era negro, alto, y delgado. Durante la adolescencia de Usama, a Mahoma le fue presentado un caro thawb (durante milenios, la túnica larga tradicional de los hombres árabes). Después de llevarlo solo una vez durante la oración del viernes (jumu'ah), se lo obsequió al joven como regalo. Cuando Usama tenía poco más de diez años, preguntó a sus mayores si podía ir a defender la fe en la Batalla de Uhud, pero no le dejaron. Su primera experiencia participando en una batalla fue con diecisiete años, en la Batalla de la Trinchera. Durante la Batalla de Hunayn, en que el ejército musulmán fue emboscado, Usama fue de los pocos hombres que continuó luchando, ayudando a minimizar la derrota.

### La última expedición de Mahoma
En Medina, después del Peregrinaje de Despedida y el acontecimiento de Ghadir Khumm, Mahoma ordenó un ejército bajo la orden de Usama bin Zayd y mandó a todos los compañeros, excepto su familia, ir con Usama a Siria para vengar la derrota musulmana en la Batalla de Mu'tah. Mahoma dio a Usama el estandarte del Islam en el 18.º día del mes islámico de Safar en el año 11 A.H. Abu Bakr y Umar estaban entre los que Mahoma mandó unirse al ejército de Usama. Sin embargo, Abu Bakr y Umar se resistieron a seguir las órdenes de Usama porque consideraban que él, entonces de dieciocho a veinte años, era demasiado joven para dirigir un ejército, además de su origen esclavo, a pesar de las enseñanzas de Mahoma sobre que la edad o el estatus social no necesariamente influyen en la capacidad de un buen general.
En respuesta, el Profeta dijo: "Oh árabes! sois desgraciados porque he nombrado a Usama como vuestro general, y planteáis la cuestión de si está cualificado para dirigiros en la guerra. Sé que sois las mismas personas que levantasteis la misma cuestión sobre su padre. Por Dios, Usama está cualificado para ser vuestro general tanto como su padre estuvo cualificado para ser general. Ahora obedeced sus órdenes e id." Cada vez que Mahoma sentía algo de alivio de su fatal enfermedad, preguntaba si el ejército de Usama había partido para Siria, y continuaba instando a sus compañeros a marchar ya. Mahoma incluso dijo, "El ejército de Usama tiene que partir inmediatamente. Alá maldice a aquellos hombres que no van con él." Aun así, mientras unos cuantos compañeros estuvieron a punto para unirse a Usama, muchos otros, incluyendo Abu Bakr y Umar, desobedecieron las órdenes de Mahoma. Es también notable que esta fue la única expedición militar donde Mahoma instó a sus compañeros a ir a la batalla sin importar nada; antes de otras batallas, si alguien era incapaz de ir a la lucha, Mahoma le permitía quedarse en casa.
Algunos interpretan la expedición de Usama como un plan preparado por el moribundo Mahoma para facilitarle la sucesión a Alí, alejando a sus opositores para que no estuvieran presentes a su muerte, pero estos ignoraron la excusa todo lo posible para continuar en Medina a su fallecimiento e impedir tal sucesión, como así fue.

### Usama como general
A pesar de que Usama era hijo de un esclavo liberado y sólo tenía diecisiete años, fue nombrado por Mahoma comandante del ejército enviado a Sham. Este ejército era el segundo ejército musulmán en encontrarse con los romanos. Los musulmanes habían afrontado un impasse con los bizantinos en la Batalla de Mu'tah y habían perdido a su dirigente Zayd bin Harithah. Una expedición defensiva había sido iniciada por Mahoma para proteger los accesos por el norte a Medina, a pesar de no existir ninguna amenaza.
Entre las órdenes recibidas estaba "ir a dónde vuestro padre fue asesinado". Zayd ibn Harithah había muerto en la batalla de Mu'tah, en 629 d. C., y es considerado un mártir islámico (shadid).
Aunque el ejército esperaba en Jurf, a las afueras de Medina, dispuesto a marchar a Siria, Usama oyó informes de que Mahoma empeoraba, así que regresó apresuradamente a Medina. Mahoma murió poco después de su llegada.
Con la muerte de Mahoma, ciertos compañeros intentaron persuadir a Abu Bakr, su sucesor como dirigente de la comunidad islámica, de reemplazar como comandante del ejército a Usama por Umar Ibn Al-Khattab, debido a su juventud, pero Abu Bakr respetó la decisión de Mahoma y envió una expedición al mando de Usama, al que pidió dejar a Umar ibn al-Khattab como gobernador en Medina para ayudar en la administración, y Usamah tuvo que aceptar.
La expedición fue exitosa y demostró la fuerza y cohesión de los musulmanes incluso en ausencia de Mahoma. El ejército llegó a Sham y se convirtió en la primera fuerza musulmana en derrotar a los bizantinos en batalla, lo que facilitó el camino para las conquistas subsiguientes de las regiones sirias y egipcias, que fueron invadidas durante la vida de Usama, quien destacó en incursiones y batallas consiguiendo numeroso botín y prisioneros.
A pesar de sus logros militares, es más conocido como la persona a quien Mahoma amonestó por matar a un hombre que se enfrentó a los mejores musulmanes en batalla y entonces cuando Usama se le acercó para cortarle la cabeza, pronunció las palabras que oficialmente declaran la conversión al islam. Creyendo que solo era un intento por salvar la vida, Usama le decapitó. Cuando la noticia llegó a Mahoma, preguntó a Usama, "¿Le mataste a pesar de pronunciar la ilaha illallah (no hay ningún Dios más que Alá)?" Usama respondió, "Oh Mensajero de Alá! Lo dijo por miedo a nuestras armas." Mahoma le dijo, "¿Por qué no abres y cortas su corazón para descubrir si lo hizo sinceramente o no?" y lo continuó repitiendo hasta que Usama deseó haber abrazado el islam solo ese día (para poder ser perdonado por los pecados cometidos antes de él). (Bukhari, Muslim, Ahmad, Tayalisi, Abu Dawud, Nasa'i, al-`Adni, Abu `Awana, al-Tahawi, al-Hakim, y Bayhaqi.)

### Muerte
Usama murió sobre los sesenta años en el año 54AH (674 d. C.) según algunos y en 58AH o 59AH según otros.

## Legado
Tuvo un hijo, llamado Muhammad bin Usama.